# Hervormde Kerk (Oostzaan)
De  Hervormde Kerk (ook wel Grote Kerk) is een kerk gelegen aan de Kerkbuurt 12 in het Noord-Hollandse Oostzaan. De kruiskerk met houten toren boven de met rococo-aanzetkrullen versierde façade werd gebouwd in 1760. De kerk is gebouwd op een terp, omdat zij in vroegere tijden gebruikt moest kunnen worden als vluchthaven. In 1916 is deze kerk gebruikt bij de watersnoodramp in 1916.
In 2004 is tegen de linker zijmuur van de kerk een modern multifunctioneel centrum gebouwd, genaamd "Bartel Jacobsz Centrum". Sinds 2010 is de kerk in handen van een stichting die actie voert voor behoud en restauratie.

## Interieur
In de kerk bevindt zich een orgel dat is gemaakt door Hermanus Knipscheer in 1858. Het orgel werd in 1916 en 2008 schoongemaakt en in 1981 gerestaureerd. Het mechanisch torenuurwerk is gemaakt door Eijsbouts. Verder staan er twee lezenaars (1717), twee wandborden (17e/18e eeuw), doopbekkenhouder (18e eeuw) en zes lichtkronen (17e eeuw)

## Galerij

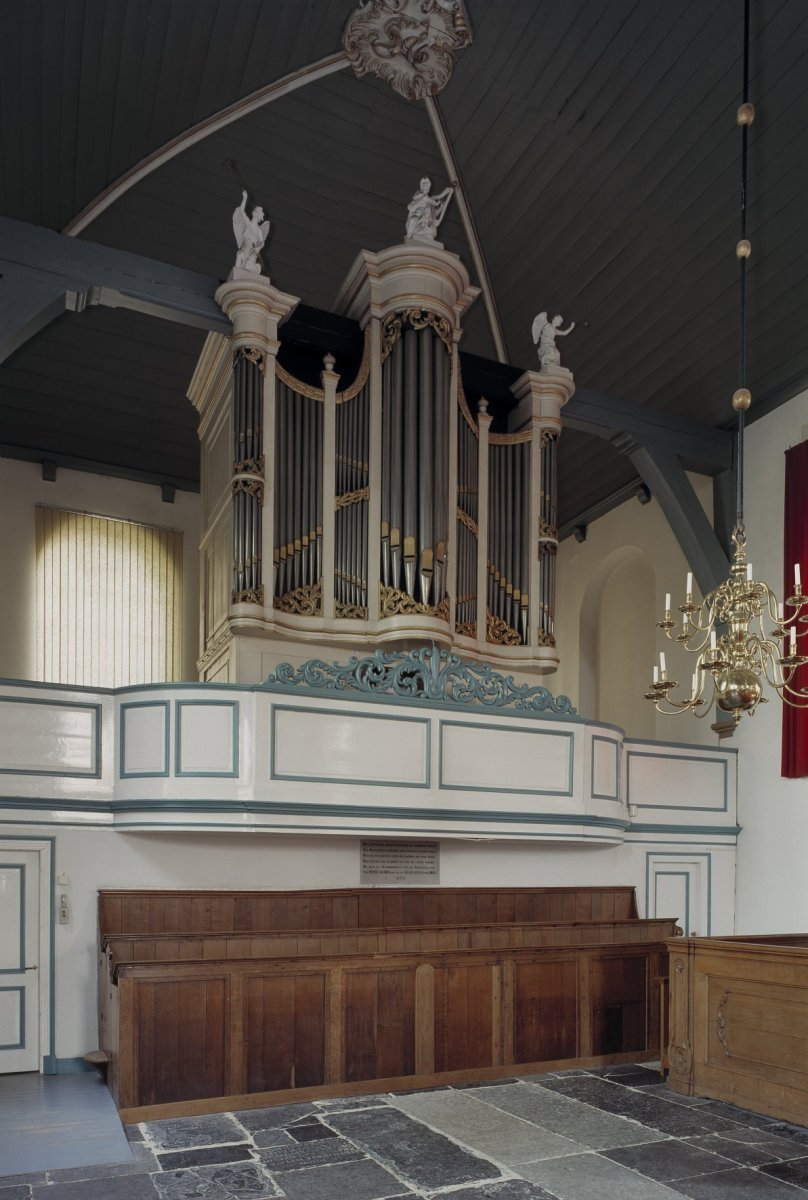
Orgel
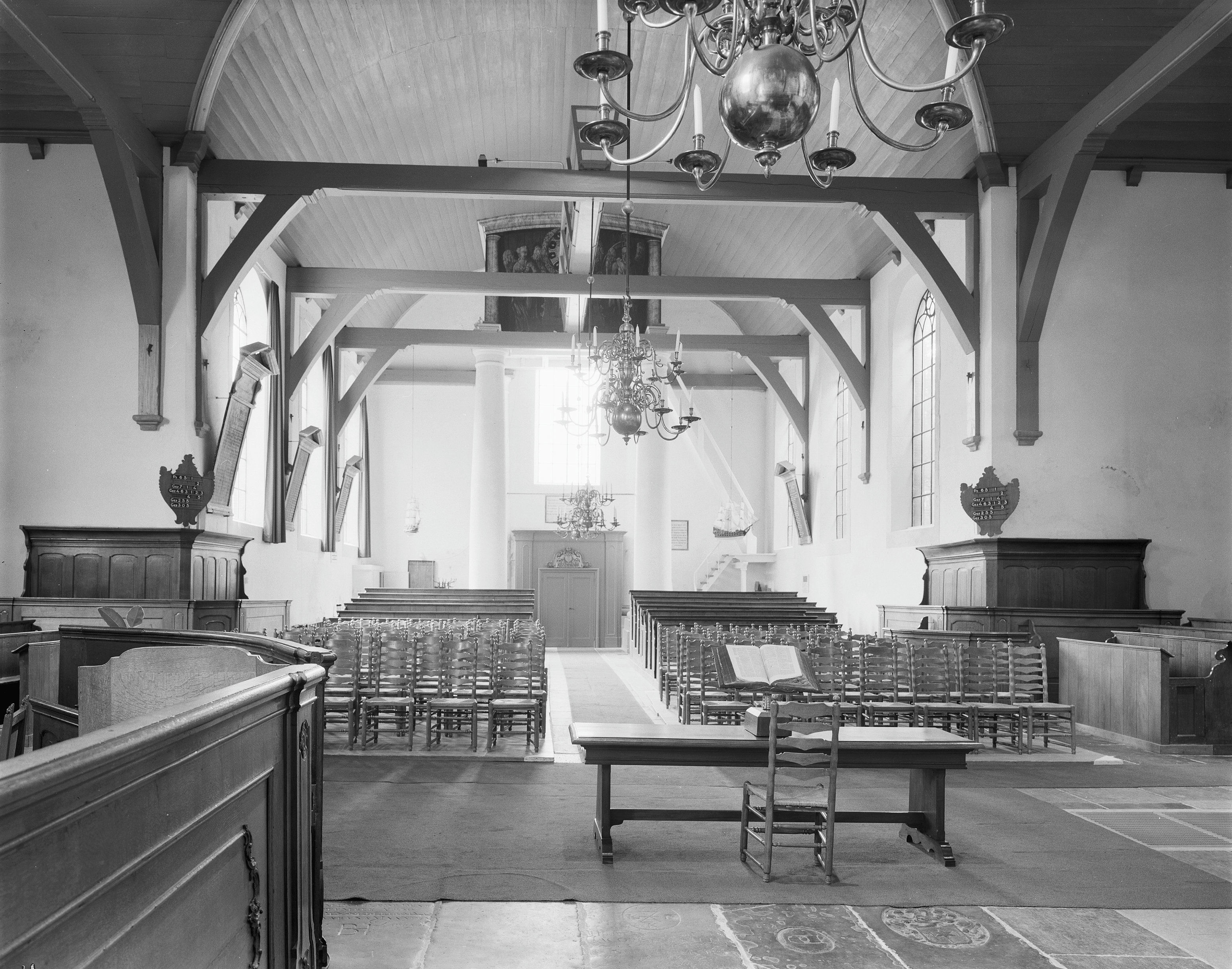
Kerkbanken